# برج حیدر سلیمانی
برج حیدر سلیمانی مربوط به دوره افشار است و در ندوشن، محله بال گذر واقع شده و این اثر در تاریخ ۲۲ مرداد ۱۳۸۴ با شمارهٔ ثبت ۱۳۰۲۵ به‌عنوان یکی از آثار ملی ایران به ثبت رسیده است.